# Delphine Édith Emmanuel
Delphine Édith Emmanuel, née Adouki le 29 août 1961 à Brazzaville, est une universitaire, juriste et femme politique congolaise. Elle est depuis le 15 mai 2021, ministre de l'Enseignement supérieur, de la Recherche et de l'Innovation technologique au Congo Brazzaville.

## Biographie

### Jeunesse et formation
Delphine Édith Emmanuel naît le 29 août 1961 à Brazzaville, en république du Congo. Elle obtient son baccalauréat au lycée de la Libération à Brazzaville en 1979. Puis, elle part en France où elle passe une maîtrise en droit à l'université de Lille II en 1983 et un DEA en études internationales et européennes en 1984 à l'université Paris 1 Panthéon-Sorbonne. En 1986, elle obtient un DESS en administration internationale à l'université Paris II Assas et en 1987 un doctorat en droit public sous la direction de Mario Bettati à l'université Paris 1 Panthéon-Sorbonne.

### Carrière universitaire et politique
À partir de 2008, Delphine Édith Emmanuel est maître-assistant au Conseil africain et malgache pour l'enseignement supérieur (CAMES) à la Faculté de droit de l'université Marien Ngouabi à Brazzaville. Elle y porte la responsabilité notamment de coordinatrice du Laboratoire de droit et de science politique (LADSP). Elle participe au comité de lecture des Annales de l'université Marien Ngouabi et au comité de rédaction de la Revue congolaise de droit et de notariat.
En 2002, elle fonde le réseau des juristes francophones de l'environnement. Elle est également membre de la Société française pour le droit international et pour le droit de l'environnement, ainsi que de la Société africain de droit international.
Depuis 2012, elle devient membre de la Cour constitutionnelle.
Le 21 mai 2021, elle prend ses fonctions comme ministre de l'Enseignement supérieur, de la Recherche et de l'Innovation technologique dans le gouvernement Makosso, succédant à Martin Parfait Aimé Coussoud-Mavoungou,.

### Vie privée
Delphine Édith Emmanuel est mariée et mère de quatre enfants.

## Publications

### Ouvrages
- Delphine Édith Emmanuel (dir.), La question de la création d'une facilité additionnelle et complémentaire pour compenser les déficits des recettes d'exportation enregistrés par les P.V.D. : résolution 157 (IV) de la C.N.U.C.E.D., 1987 (thèse)
- Delphine Édith Emmanuel (dir.), La question de la création d'une facilité additionnelle et complémentaire pour compenser les déficits des recettes d'exportation enregistrés par les P.V.D. : résolution 157 (IV) de la C.N.U.C.E.D., Lille 3 : Atelier national de reproduction des thèses, 1989 (thèse)
- Delphine Édith Emmanuel, Code de l'Environnement. Tomes 1 & 2, 2001
- Delphine Édith Emmanuel, Droit International Public, Tome I, Paris, L'Harmattan, coll. « Les Sources », 2002, 327 p.
- Delphine Édith Emmanuel, Le Congo et les traités multilatéraux, Paris, L'Harmattan, 2008, 256 p.
- Delphine Édith Emmanuel, Les vingt ans du Traité de Rome portant Statut de la Cour pénale internationale, Bayonne, Institut universitaire Varenne, coll. « Actes du colloque de Brazzaville, tenu le 10 décembre 2018, organisé par la Société congolaise pour le droit international », 2019

### Articles et travaux de recherche
- Delphine Édith Emmanuel, « Les ordonnances de l’article 49 de la Constitution », Revue congolaise de droit, nos 7-8,‎ janvier-décembre 1990, p. 47-57
- Delphine Édith Emmanuel, « Le protocole de Brazzaville et les accords de New York : une étape décisive pour l’indépendance de la Namibie », Revue congolaise de droit, no 10,‎ 1993, p. 123-151
- Delphine Édith Emmanuel, « Rapport National du Congo », Droit, Forêts et Développement durable, Aupelf-Uref, Limoges, Bruylant, Bruxelles, no Acte des premières journées scientifiques du Réseau droit de l’environnement de l’Aupelf-Uref,‎ 7-8 novembre 1994, 1996, p. 139-158
- Delphine Édith Emmanuel, « Rapport National du Congo », Vers un droit de l’environnement urbain, Aupelf-Uref, Dakar, no Actes des deuxièmes journées scientifiques du Réseau « Droit de l’environnement »,‎ 30 octobre – 3 novembre 1996
- Delphine Édith Emmanuel, « Rapport National du Congo », Les industries agroalimentaires et l’environnement, Aupelf-Uref, Tunis, no Actes des troisièmes journées scientifiques du Réseau « Droit de l’environnement »,‎ 30 octobre – 03 novembre 1998
- Delphine Édith Emmanuel, « La consécration du jus cogens par le juge constitutionnel congolais », Revue de Droit africain, vol. 4, no 29,‎ 2004, p. 41-57
- Delphine Édith Emmanuel, « Les frontières de la République du Congo », Revue congolaise de droit et du notariat, no 16,‎ 2005, p. 1-16
- Delphine Édith Emmanuel, « L’évolution politique et constitutionnelle des régimes politiques en République du Congo », Revue de Droit Africain, vol. 1, no 34,‎ 2005, p. 103-140
- Delphine Édith Emmanuel, « La Constitution congolaise du 20 janvier 2002 », Revue internationale de droit africain EDJA, no 69,‎ avril-mai-juin 2006, p. 22-45
- Delphine Édith Emmanuel, « La gestion des ressources pétrolières transfrontalières de la République du Congo et de la République d’Angola », Cahiers d’études internationales, no 1,‎ octobre 2006, p. 41-52
- Delphine Édith Emmanuel, « La Commission des forêts d’Afrique Centrale », Revue Juridique de l’Environnement, no 2,‎ 2007, p. 203-214
- Delphine Édith Emmanuel, « L'institutionnalisation de l'opposition dans les Etats d'Afrique francophone », Nouvelles annales de l’Université Cheik Anta Diop, no 1,‎ 2012, p. 47-95
- Delphine Édith Emmanuel, « L’émergence du principe de la conditionnalité politique en droit international public », Annales de l’Université Marien NGOUABI,‎ 2010, p. 120-143
- Delphine Édith Emmanuel, « Les sanctions ciblées du Conseil de Paix et de Sécurité de l’Union africaine », Annales de l’Université Marien NGOUABI,‎ 2011
- Delphine Édith Emmanuel, « La contribution à l’étude de l’autorité des décisions des juridictions constitutionnelles africaines », RFDC, no 95,‎ septembre 2013